# Euphorbia caeladenia
Euphorbia caeladenia — вид рослин із родини молочайних (Euphorbiaceae), що зростає в Азії.

## Опис
Це гола прямовисна сірувато-зелена багаторічна трав'яниста рослина заввишки до 40 см, хоча зазвичай ≈ 20 см заввишки. Стеблові листки чергові, сидячі, різної форми та розміру, від лінійних до ланцетних або довгасто-ланцетних, 1–7 × 0.1–1(1.5) см. Суцвіття — кінцевий складний несправжній зонтик. Коробочки трилопатеві, ± конічні, гладкі, 6 × 5 мм. Насіння зворотно-яйцювато-циліндричне, 4.5 × 3 × 2.5 мм, ± гладке, блідо-сіре або білувате. Період цвітіння: березень — липень; період плодоношення: травень — липень.

## Поширення
Зростає у таких країнах: Афганістан, Іран, Пакистан, Таджикистан. Населяє відкриті кам'янисті схили вапняку, яри, поля на піщаному або глинистому ґрунті та росте по зрошувальних каналах і водних шляхах.